# Personligt
Personligt är ett studioalbum, av den svenska popsångerskan Carola Häggkvist, släppt 1994. På albumlistorna placerade sig albumet som bäst på 14:e plats i Sverige.

## Låtlista
1. "Så länge jag lever"
2. "Det kommer dagar"
3. "Guld i dina ögon"
4. "Sanningen"
5. "Inte en dag"
6. "Flickan från igår"
7. "Förlåt mig"
8. "Regnet som faller"
9. "Var finns den kärlek"
10. "Sanna vänner"

## Singlar
- Det kommer dagar
- Guld i dina ögon
- Sanningen
- Sanna vänner

## Listplaceringar
| Lista (1994-1995) | Topplacering |
| ----------------- | ------------ |
| Sverige           | 14           |